# Рыбинский, Владимир Николаевич
Владимир Николаевич Рыбинский (7 февраля 1952-31 марта 2004) — российский поэт-палиндромист и исследователь русского палиндрома.

## Биография
Рыбинский родился 7 февраля 1952 года в г. Шуя Ивановской области. Мать — Рыбинская Надежда Петровна, преподаватель математики; отец — Рыбинский Николай Матвеевич, инженер молочной промышленности. 13 сентября 1975 года женился на Татьяне Гавриловой, 4.12.1976 родилась старшая дочь Ирина, 27.04.1988 — младшая, Юлия.

## Деятельность
Начал работать в области палиндромистики в 1989 г., произведения первых девяти лет составили авторский сборник «Сологолос» (1998). С 1992 г. и до конца жизни руководил Клубом ценителей палиндрома, редактор бюллетеня палиндромистов «Кубики букв» (1999—2003), составитель библиографии русского палиндрома. Совместно с Дмитрием Минским составил «Антологию русского палиндрома XX века» (М.: Гелиос АРВ, 2000) — как отмечал Андрей Урицкий, она стала первым печатным собранием русского палиндрома.
Помимо палиндромистики Рыбинский был известен как «автор множества блестящих головоломок», создатель и координатор Клуба ценителей головоломок «Диоген» (1993—2003) и журнала «Шарада» (1993—2004). Конкурс шарад Рыбинский ежегодно проводил при поддержке газеты «Поле чудес» и журнала «Наука и жизнь».

## Труды
- Антология русского палиндрома XX века. / Сост. В. Н. Рыбинский. — Москва, 2000.
- Библиография русского палиндрома XX века // Ред. и сост. В.Рыбинский. — Тула, 2001. — 40 с.
- Философский трактат «Духовное устройство Мира» /«Шарада-95» январь 2002.
- Палиндромы
- Сологолос
- Творческое мышление. Развивающие занятия с детьми 9-14 лет